# Naihanchi
Naihanchi (內步進, Naifanchi, Naifanchin, Naihanchin)) inicialmente era um extenso kata derivado do estilo chinês Tam Tui (Mantis do Norte) ou Dai-Po-Chin (Dai-Fan-Chie em Cantonês, e Da-Fan-Che em Mandarin), que foi dividido em três menores: shodan, nidan e sandan. Popularizado nas escolas descendentes do estilo Shorin-ryu (forma primitiva praticada no estilo Naha-te). O mestre Gichin Funakoshi, quando passou a introduzir o caratê em todo o arquipélago japonês, modificou seu nome para Tekki (鉄騎) e também alterou a base de execução de naihanchi dachi (內步進立ち) para kiba dachi (騎馬立ち).

## História
As características originais do kata são parecidas às técnicas do estilo antigo de kung Fu, chamado Dai-Po Chin, que era praticado perto da região do Rio Yangtzé. O kata teria sido introduzido por um mestre chinês de nome Lau Lai Anan, alcunhado de Ason. Mas perdeu-se a forma original mais agressiva.
Originalmente, tratava-se de um kata longo, praticado por um chinês que vivia em Tomari, que ensinou ao mestre Sokon Matsumura, ensinando em seguida ao mestre Anko Itosu. É um exercício básico mas importantíssimo dentro do caratê, tradicional. Tão importante, que o caratê começa e termina com naihanchi.
A real importância do kata advem de sua longevidade, pois teria sido praticado mesmo pelos moradores ancestrais de Oquinaua, mesmo que não se tenham exatas referências acerca disso. Por outro lado, quando se estuda seu bunkai, pode-se notar a existência de técnicas de arremesso (nage waza), as quais indicam sua antiguidade, pois mostra técnicas do sistema de torite, como ensinava o mestre Choki Motobu.
Uma provável ligação com a China reflete-se no fato de o embusen do kata ser lateralmente linear, o que seria resultado de sua verdadeira origem, ligada aos defensores da Muralha da China, haja vista que eles não poderiam deslocar-se senão lateralmente, porque ocupados e preocupados com a defesa da construção em si e com eventuais atacantes, que avançariam pelos lados.
Aconteceu ainda de, em 1960, um praticante de wushu, do estilo da «Garça branca», chamado Daichi Kaneko, ensinou em Oquinaua uma técnica denominada nei shi (内侧). Esta técnica possui um movimento forte com as pernas, já conhecido naquelas, chamado de nami gaeshi (波返斬 ou 波返), que serve para defender e para desestabilizar o adversário, atacando o tanden, tirando o equilíbrio. Interesante é que nei shi é pronunciado nohanchi no dialeto de Fuzhou. Tal circunstância parece confirmar tanto que o kata é de origem chinesa, como que era praticado há bastante tempo em Oquinaua, por causa dos golpes não restritos àqueles contundentes do caratê desporttivo.
Em Oquinaua, as escolas tradicionais aplicavam o treino de naihanchi como disciplina inicial do currículo, sendo prática corrente um aluno passar de dois a três anos sem praticar outros exercícios que não o kata.

### Genealogia
|  |  |  |  | Chuan fa   |            |            |            |            |            |  |  |                  |                  |                  |                  |                  |                  |  |  |           |           |           |           |            |            |            |            |             |             |             |             |             |             |  |  |          |          |          |          |          |          |  |  |               |               |               |               |               |               |  |  |                  |                  |                  |                  |                  |                  |  |  |                 |                 |                 |                 |                 |                 |  |  |                |                |                |                |                |                |  |  |  |  |  |  |  |  |
|  |  |  |  |            |            |            |            |            |            |  |  |                  |                  |                  |                  |                  |                  |  |  |           |           |           |           |            |            |            |            |             |             |             |             |             |             |  |  |          |          |          |          |          |          |  |  |               |               |               |               |               |               |  |  |                  |                  |                  |                  |                  |                  |  |  |                 |                 |                 |                 |                 |                 |  |  |                |                |                |                |                |                |  |  |  |  |  |  |  |  |
|  |  |  |  | Naha-te    |            |            |            |            |            |  |  |                  |                  |                  |                  |                  |                  |  |  |           |           |           |           |            |            |            |            |             |             |             |             |             |             |  |  |          |          |          |          |          |          |  |  |               |               |               |               |               |               |  |  |                  |                  |                  |                  |                  |                  |  |  |                 |                 |                 |                 |                 |                 |  |  |                |                |                |                |                |                |  |  |  |  |  |  |  |  |
|  |  |  |  |            |            |            |            |            |            |  |  |                  |                  |                  |                  |                  |                  |  |  |           |           |           |           |            |            |            |            |             |             |             |             |             |             |  |  |          |          |          |          |          |          |  |  |               |               |               |               |               |               |  |  |                  |                  |                  |                  |                  |                  |  |  |                 |                 |                 |                 |                 |                 |  |  |                |                |                |                |                |                |  |  |  |  |  |  |  |  |
|  |  |  |  |            |            |            |            |            |            |  |  |                  |                  |                  |                  |                  |                  |  |  |           |           |           |           |            |            |            |            |             |             |             |             |             |             |  |  |          |          |          |          |          |          |  |  |               |               |               |               |               |               |  |  |                  |                  |                  |                  |                  |                  |  |  |                 |                 |                 |                 |                 |                 |  |  |                |                |                |                |                |                |  |  |  |  |  |  |  |  |
|  |  |  |  |            |            |            |            |            |            |  |  |                  |                  |                  |                  |                  |                  |  |  | Tomari-te | Tomari-te | Tomari-te | Tomari-te | Tomari-te  | Tomari-te  |            |            | Shuri-te    | Shuri-te    | Shuri-te    | Shuri-te    | Shuri-te    | Shuri-te    |  |  |          |          |          |          |          |          |  |  |               |               |               |               |               |               |  |  |                  |                  |                  |                  |                  |                  |  |  |                 |                 |                 |                 |                 |                 |  |  |                |                |                |                |                |                |  |  |  |  |  |  |  |  |
|  |  |  |  |            |            |            |            |            |            |  |  |                  |                  |                  |                  |                  |                  |  |  | Tomari-te | Tomari-te | Tomari-te | Tomari-te | Tomari-te  | Tomari-te  |            |            | Shuri-te    | Shuri-te    | Shuri-te    | Shuri-te    | Shuri-te    | Shuri-te    |  |  |          |          |          |          |          |          |  |  |               |               |               |               |               |               |  |  |                  |                  |                  |                  |                  |                  |  |  |                 |                 |                 |                 |                 |                 |  |  |                |                |                |                |                |                |  |  |  |  |  |  |  |  |
|  |  |  |  |            |            |            |            |            |            |  |  |                  |                  |                  |                  |                  |                  |  |  |           |           |           |           |            |            |            |            |             |             |             |             |             |             |  |  |          |          |          |          |          |          |  |  |               |               |               |               |               |               |  |  |                  |                  |                  |                  |                  |                  |  |  |                 |                 |                 |                 |                 |                 |  |  |                |                |                |                |                |                |  |  |  |  |  |  |  |  |
|  |  |  |  | Shorei-ryu | Shorei-ryu | Shorei-ryu | Shorei-ryu | Shorei-ryu | Shorei-ryu |  |  |                  |                  |                  |                  |                  |                  |  |  |           |           |           |           | Shorin-ryu | Shorin-ryu | Shorin-ryu | Shorin-ryu | Shorin-ryu  | Shorin-ryu  |             |             |             |             |  |  |          |          |          |          |          |          |  |  |               |               |               |               |               |               |  |  |                  |                  |                  |                  |                  |                  |  |  |                 |                 |                 |                 |                 |                 |  |  |                |                |                |                |                |                |  |  |  |  |  |  |  |  |
|  |  |  |  | Shorei-ryu | Shorei-ryu | Shorei-ryu | Shorei-ryu | Shorei-ryu | Shorei-ryu |  |  |                  |                  |                  |                  |                  |                  |  |  |           |           |           |           | Shorin-ryu | Shorin-ryu | Shorin-ryu | Shorin-ryu | Shorin-ryu  | Shorin-ryu  |             |             |             |             |  |  |          |          |          |          |          |          |  |  |               |               |               |               |               |               |  |  |                  |                  |                  |                  |                  |                  |  |  |                 |                 |                 |                 |                 |                 |  |  |                |                |                |                |                |                |  |  |  |  |  |  |  |  |
|  |  |  |  |            |            |            |            |            |            |  |  |                  |                  |                  |                  |                  |                  |  |  |           |           |           |           |            |            |            |            |             |             |             |             |             |             |  |  |          |          |          |          |          |          |  |  |               |               |               |               |               |               |  |  |                  |                  |                  |                  |                  |                  |  |  |                 |                 |                 |                 |                 |                 |  |  |                |                |                |                |                |                |  |  |  |  |  |  |  |  |
|  |  |  |  | Kyokushin  | Kyokushin  | Kyokushin  | Kyokushin  | Kyokushin  | Kyokushin  |  |  | Shindo jinen ryu | Shindo jinen ryu | Shindo jinen ryu | Shindo jinen ryu | Shindo jinen ryu | Shindo jinen ryu |  |  | Shotokan  | Shotokan  | Shotokan  | Shotokan  | Shotokan   | Shotokan   |            |            | Shito-ryu   | Shito-ryu   | Shito-ryu   | Shito-ryu   | Shito-ryu   | Shito-ryu   |  |  | Wado-ryu | Wado-ryu | Wado-ryu | Wado-ryu | Wado-ryu | Wado-ryu |  |  | Kobayashi-ryu | Kobayashi-ryu | Kobayashi-ryu | Kobayashi-ryu | Kobayashi-ryu | Kobayashi-ryu |  |  | Matsubayashi-ryu | Matsubayashi-ryu | Matsubayashi-ryu | Matsubayashi-ryu | Matsubayashi-ryu | Matsubayashi-ryu |  |  | Matsumura Seito | Matsumura Seito | Matsumura Seito | Matsumura Seito | Matsumura Seito | Matsumura Seito |  |  | Shobayashi-ryu | Shobayashi-ryu | Shobayashi-ryu | Shobayashi-ryu | Shobayashi-ryu | Shobayashi-ryu |  |  |  |  |  |  |  |  |
|  |  |  |  | Kyokushin  | Kyokushin  | Kyokushin  | Kyokushin  | Kyokushin  | Kyokushin  |  |  | Shindo jinen ryu | Shindo jinen ryu | Shindo jinen ryu | Shindo jinen ryu | Shindo jinen ryu | Shindo jinen ryu |  |  | Shotokan  | Shotokan  | Shotokan  | Shotokan  | Shotokan   | Shotokan   |            |            | Shito-ryu   | Shito-ryu   | Shito-ryu   | Shito-ryu   | Shito-ryu   | Shito-ryu   |  |  | Wado-ryu | Wado-ryu | Wado-ryu | Wado-ryu | Wado-ryu | Wado-ryu |  |  | Kobayashi-ryu | Kobayashi-ryu | Kobayashi-ryu | Kobayashi-ryu | Kobayashi-ryu | Kobayashi-ryu |  |  | Matsubayashi-ryu | Matsubayashi-ryu | Matsubayashi-ryu | Matsubayashi-ryu | Matsubayashi-ryu | Matsubayashi-ryu |  |  | Matsumura Seito | Matsumura Seito | Matsumura Seito | Matsumura Seito | Matsumura Seito | Matsumura Seito |  |  | Shobayashi-ryu | Shobayashi-ryu | Shobayashi-ryu | Shobayashi-ryu | Shobayashi-ryu | Shobayashi-ryu |  |  |  |  |  |  |  |  |
|  |  |  |  |            |            |            |            |            |            |  |  |                  |                  |                  |                  |                  |                  |  |  |           |           |           |           |            |            |            |            |             |             |             |             |             |             |  |  |          |          |          |          |          |          |  |  |               |               |               |               |               |               |  |  |                  |                  |                  |                  |                  |                  |  |  |                 |                 |                 |                 |                 |                 |  |  |                |                |                |                |                |                |  |  |  |  |  |  |  |  |
|  |  |  |  |            |            |            |            |            |            |  |  |                  |                  |                  |                  |                  |                  |  |  |           |           |           |           |            |            |            |            |             |             |             |             |             |             |  |  |          |          |          |          |          |          |  |  |               |               |               |               |               |               |  |  |                  |                  |                  |                  |                  |                  |  |  |                 |                 |                 |                 |                 |                 |  |  |                |                |                |                |                |                |  |  |  |  |  |  |  |  |
|  |  |  |  |            |            |            |            |            |            |  |  | Shotokai         | Shotokai         | Shotokai         | Shotokai         | Shotokai         | Shotokai         |  |  | Asai-ha   | Asai-ha   | Asai-ha   | Asai-ha   | Asai-ha    | Asai-ha    |            |            | Kanazawa-ha | Kanazawa-ha | Kanazawa-ha | Kanazawa-ha | Kanazawa-ha | Kanazawa-ha |  |  |          |          |          |          |          |          |  |  |               |               |               |               |               |               |  |  |                  |                  |                  |                  |                  |                  |  |  |                 |                 |                 |                 |                 |                 |  |  |                |                |                |                |                |                |  |  |  |  |  |  |  |  |

## Características
O embusen é totalmente linear, deslocando-se de uma lateral a outra, apenas.